# Amy Childs
Compléments
Vedette de The Only Way Is Essex 1-2 (2010-11) 
 Candidate de Celebrity Big Brother 8 (2011) 
Vedette de It's All About Amy (en) 1-  (2011-12)
Amy Childs (née le 14 juin 1990) à Barking est une vedette de la télévision britannique, ainsi qu'un mannequin.

## The Only Way Is Essex
Le 10 octobre 2010 commence sur la chaine anglaise ITV2 The Only Way Is Essex.

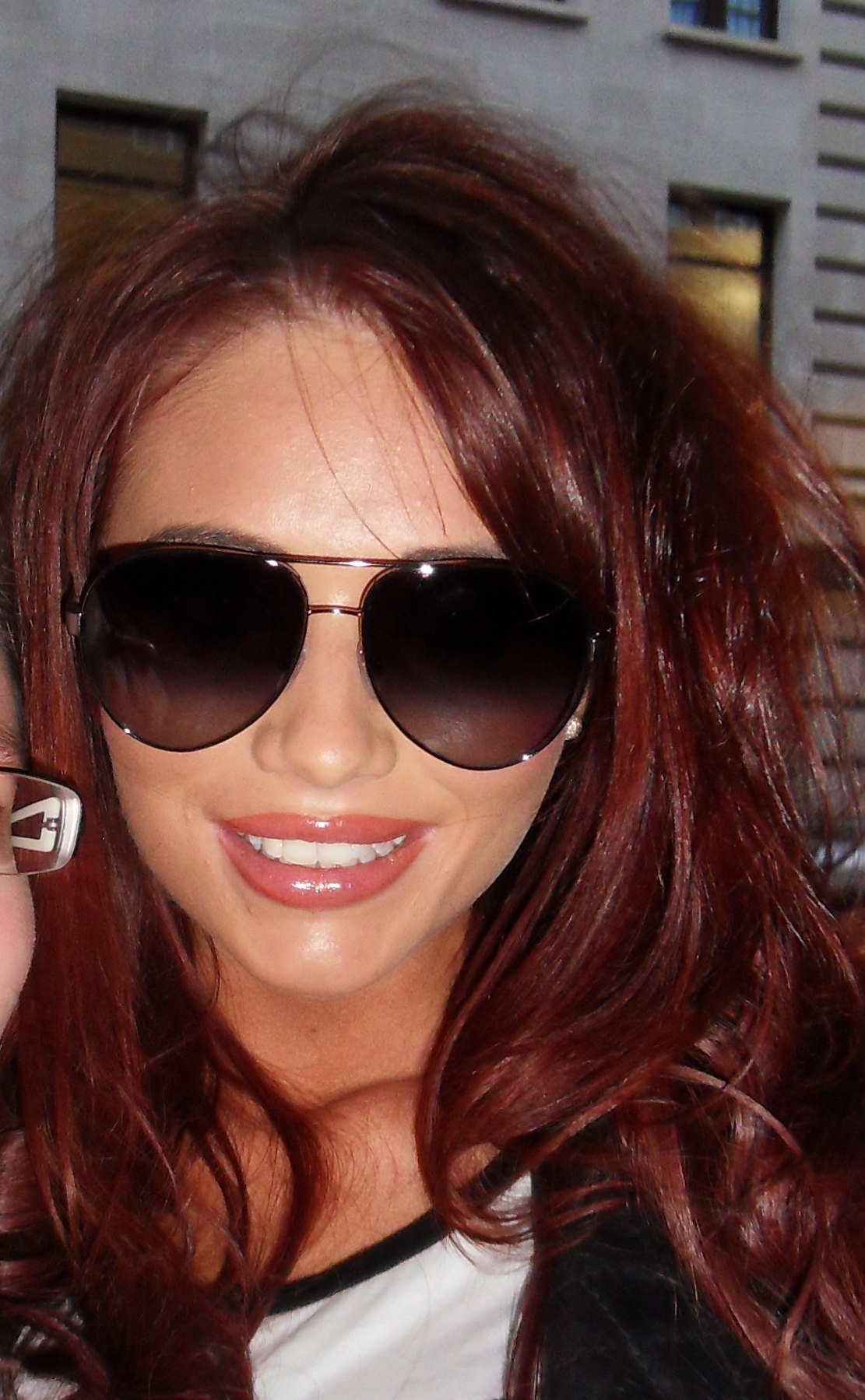
Amy Childs

On y suit une bande de jeunes gens à travers leurs vies, qui vivent tous à Essex.
Elle quitte la série-réalité à la fin de la saison 2, le 4 mai 2011.
Le programme attire en moyenne plus d'un million de téléspectateurs.

### Un départ suivi
- Son départ du show a été suivie par un autre héros du programme, Mark Wright. Il quitte la série-réalité au bout de la troisième saison pour participer à I'm a Celebrity... Get Me Out of Here ! 11 fin 2011. Il reviendra pour les saisons 6, 7 et 11 de TOWIE. En 2014 il participe à la saison 12 de Strictly Come Dancing.
- C'est ensuite au tours de Kirk Norcross, pour participer à Celebrity Big Brother 9. Il quitte le show avant le tournage de la quatrième saison, et entre dans la maison de Big Brother en janvier 2012. Il reviendra pourtant dans TOWIE pour les saisons 7 et 8. Il a été fiancé à Amy.
- En 2013, c'est Joey Essex qui annonce son départ de la série-réalité après la saison 10. Il été présent depuis la saison 2. Ce départ marque également sa participation à I'm a Celebrity... Get Me Out of Here ! 13. Il avait participé plus tôt dans l'année à la version anglaise de Splash.
- Mario Falcone quant à lui a participé à Celebrity Big Brother 12, mais n'a pas quitté la série-réalité TOWIE qu'il avait rejoint lors de la saison 3.
- Sam Faiers, l'ex de Joey, participe à Celebrity Big Brother 13 en janvier 2014. Comme Mario, elle ne quitte pas le show pour autant. Mais quittera l'émission lors de la saison 11 en 2014.
- Lauren Goodger participe à Celebrity Big Brother 14 en août 2014. Elle faisait partie du casting des saisons 1 à 6. Elle avait déjà participé à l'émission de danse sur glace Dancing On Ice 8 en 2013.

## Celebrity Big Brother
Le 18 août 2011, elle participe sur Channel 5 à Celebrity Big Brother, qui est animé par Brian Dowling (le vainqueur de Big Brother 2 en 2001 et de Ultimate Big Brother en 2010).
Elle est enfermée dans la maison avec les jumeaux Jedward, l'ancienne femme de David Hasselhoff, Pamela Bach, l'acteur Lucien Laviscount ainsi que l'actrice américaine Tara Reid.
Le 8 septembre 2011, elle quitte la maison en quatrième position, le jour de la finale.
Pour cette première saison sur Channel 5 (mais la huitième saison de Celebrity Big Brother), l'audience moyenne est de 2,8 millions de téléspectateurs.

## It's All About Amy
À partir du 1er décembre 2011 est diffusé sur la chaine Channel 5 It's All About Amy.
On y suit sa vie après sa sortie de la maison de Big Brother, avec toute sa famille (Julie sa mère, Billy son père, Billy Jr son frère, ainsi que son manager Drew, et son cousin Harry Derbridge qui était également dans TOWIE).
Le premier épisode attire 506 000 personnes.
La chaine décide de ne pas commander de saison supplémentaire.

### Saison1 (2011-2012)
| Épisode | Date              | Audience    | Ref(s) |
| ------- | ----------------- | ----------- | ------ |
| 1       | 1er décembre 2011 | 506,000     | [ 5 ]  |
| 2       | 8 décembre 2011   | 476,000     | [ 6 ]  |
| 3       | 15 décembre 2011  | 494,000     | [ 7 ]  |
| 4       | 22 décembre 2011  | non annoncé |        |
| 5       | 29 décembre 2011  | 398,000     | [ 8 ]  |
| 6       | 5 janvier 2012    | TBA         | TBA    |
| 7       | 12 janvier 2012   | TBA         | TBA    |
| 8       | 19 janvier 2012   | TBA         | TBA    |